# Cymindis suturalis
Cymindis suturalis es una especie de escarabajo de la familia Carabidae.

## Distribución geográfica
Se distribuye por el paleártico: Macaronesia (islas Canarias, Salvajes y Madeira, África del Norte, extremo sur de Europa y el occidente de Asia.